# Volt Europa
Volt Europa (üblicherweise abgekürzt Volt) ist eine pro-europäische Bewegung, die in mehreren europäischen Ländern als Partei registriert ist. Sie wurde 2017 von Andrea Venzon, Colombe Cahen-Salvador und Damian Boeselager gegründet. 
Volt verfolgt in vielen Politikfeldern wie Klimawandel, Migration, ökonomischer Ungleichheit, internationalen Konflikten, Terrorismusbekämpfung und dem Einfluss der technologischen Revolution auf dem Arbeitsmarkt einen linksliberalen, paneuropäischen Ansatz. Das Geld für die Aktionen wird größtenteils über Crowdfunding aufgebracht.
Bei der Europawahl in Deutschland 2019 erhielt Volt Deutschland bei 0,7 Prozent der Stimmanteile ein Mandat. 2021 zogen die niederländische und die bulgarische Sektion ins jeweilige nationale Parlament ein. In Bulgarien, Deutschland, Italien, den Niederlanden, Portugal und Schweden ist Volt in kommunalen Parlamenten vertreten. Seit der Europawahl 2024 ist Volt mit fünf Abgeordneten, davon drei aus Deutschland und zwei aus den Niederlanden, im Europäischen Parlament vertreten.
Der Name der Partei ist der internationalen elektrischen Maßeinheit Volt nachempfunden, um einen einheitlichen und in ganz Europa verständlichen Begriff zu verwenden, der „neue Energie“ für Europa sowie Schnelligkeit und Effizienz des Teams versinnbildlichen soll. Weil sie die rechtlichen Voraussetzungen der Behörde für europäische politische Parteien und europäische politische Stiftungen nicht erfüllt, ist sie derzeit noch nicht als europäische politische Partei registriert. 

## Politische Agenda

### Allgemeine Einordnung
Andrea Venzon zufolge ist das Ziel der Bewegung die Förderung der Demokratie in der EU. Volt betont die Wichtigkeit einer geeinten europäischen Stimme in der Weltpolitik. Zudem unterstützt Volt die Idee eines föderal organisierten Europas mit einem starken Parlament, in dem die Bürger zum Zentrum europäischer Politik werden. Erreicht werden soll dies durch das Initiativrecht für das Europäische Parlament.
Die Bewegung möchte sich nicht in klassischen politischen Spektren wie links, rechts, konservativ oder liberal einordnen, stellt sich aber klar gegen Rechts- und Linkspopulisten. Gleichzeitig versteht sich die Bewegung als paneuropäische Partei und tritt in allen Ländern unter einheitlichem Logo mit einem gemeinsamen Programm auf. Ihr Ziel ist es, in den politischen Institutionen in Brüssel nicht als Vertreter nationaler Interessen zu wirken, sondern die Europäische Union als Ganzes im Blick zu haben.

### Politisches Programm zur Europawahl:Amsterdam-Deklaration
Für die Europawahl im Mai 2019 hat Volt ein gesamteuropäisches Programm beschlossen und veröffentlicht, die Amsterdam-Deklaration. Diese ist in mehrere Sprachen übersetzt und besteht aus drei Hauptpunkten: Reform der Europäischen Union, Stärkung der europäischen Wirtschaft und Entwicklung einer nachhaltigen und gerechten europäischen Gesellschaft. Der FAZ-Redakteur Timo Steppat sieht eine inhaltliche Nähe zu Varoufakis’ DiEM25.

## Politische Aktivitäten

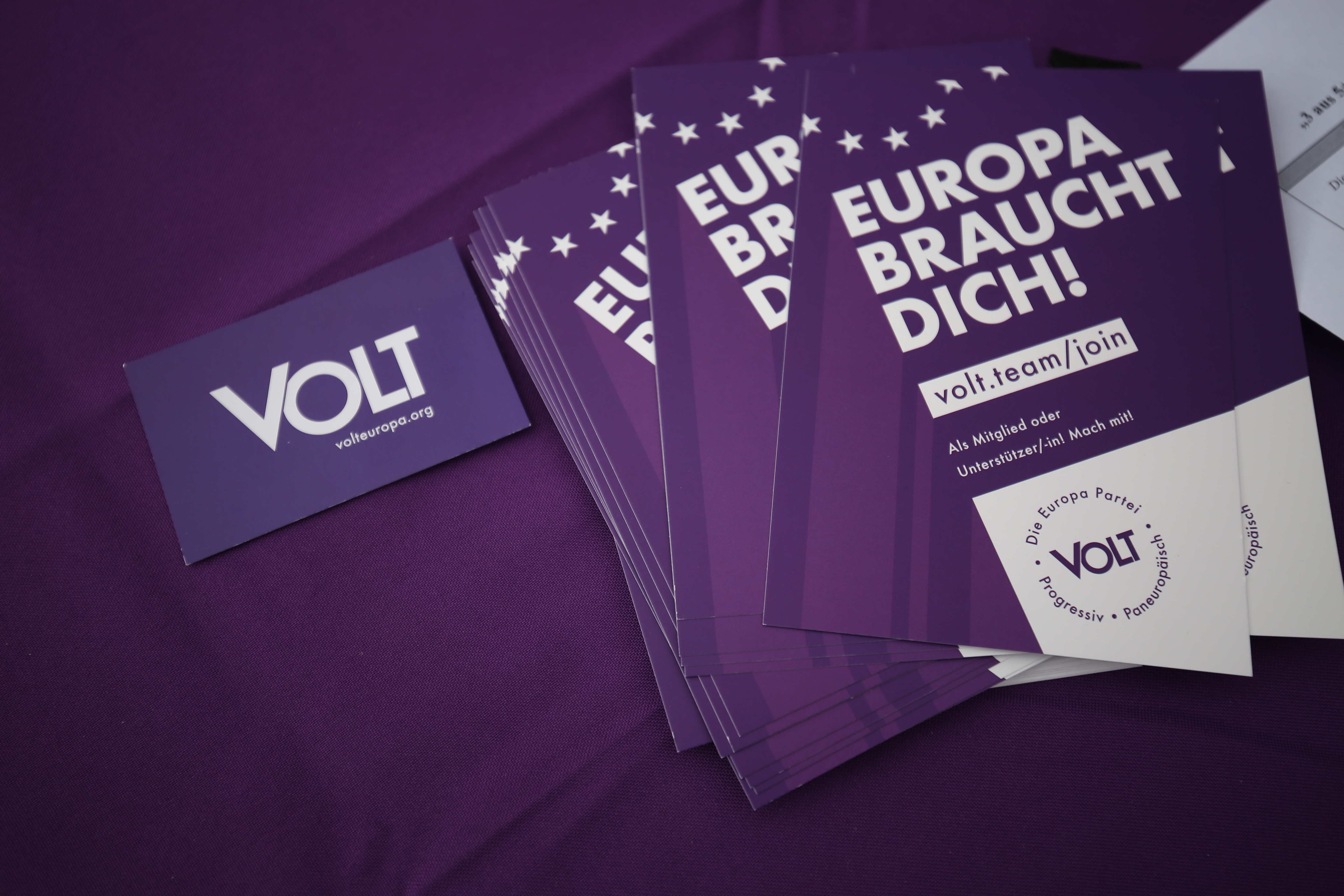
Flyer der deutschen Gruppe

Die Bewegung ist in siebzehn europäischen Ländern als Partei registriert, im deutschsprachigen Raum in Deutschland und Österreich. Als Ziel gab die Bewegung an, bei der Europawahl 2019 mit Abgeordneten in das Europäische Parlament einziehen zu wollen, möglichst mit mindestens 25 aus verschiedenen EU-Mitgliedsstaaten, um dort eine Fraktion gründen zu können.
Damian Boeselager kündigte an, mit Fraktionen des Europäischen Parlaments zu verhandeln. Er ließ zunächst offen, welcher Fraktion er sich anschließen wolle, und schloss lediglich Gruppierungen aus, die „rechtspopulistisch und sehr weit links“ sind. Nach einem Mehrheitsentscheid der eigenen Partei schloss er sich kurz darauf der Fraktion Die Grünen/EFA an.
Mit der Bürgerinitiative Pulse of Europe teilt die Bewegung viele Ziele, deshalb versuchten Mitglieder von Volt, auf den Demonstrationen vom Pulse of Europe ihre Partei bekannter zu machen und für eine Stimmabgabe bei der Europawahl zu werben.
Der Parteienforscher Uwe Kranenpohl sieht ein Wählerpotential, dessen proeuropäische Haltung vom bisherigen Parteiensystem nicht ausreichend abgebildet werde. Volt setzt daher auf Menschen wie die, die beim „March for Europe“ für die Stärkung der europäischen Idee eintraten. Ihre Vertreter halten die EU in ihrer jetzigen Form jedoch für reformbedürftig. Das Europäische Parlament soll das Recht erhalten, Gesetze vorzuschlagen. Das soll die demokratische Legitimation der EU stärken.

### Europawahl 2019
Zur Europawahl 2019 trat die Partei in sieben Ländern an, davon in sechs Ländern mit Parteilisten. Im Vereinigten Königreich war die Partei wegen unvollständiger Unterlagen noch nicht bei der Wahlkommission registriert, der Vorsitzende Venzon kandidierte daher formal als Unabhängiger. In Deutschland konnte die Partei aufgrund fehlender Sperrklausel ein Mandat erhalten, Damian Boeselager zog als Spitzenkandidat in das Parlament ein.

#### Ergebnisse der nationalen Parteien
| Land                   | (Spitzen-)Kandidaten                   | Ergebnis | Mandate | Anmerkung |
| ---------------------- | -------------------------------------- | -------- | ------- | --- |
| Belgien                | Kim Leonard Smouter                    | 0,48 %   | –       | im niederländischsprachigen Wahlgremium |
| Bulgarien              | Nastimir Ananiev                       | 0,18 %   | –       | |
| Deutschland            | Damian Boeselager, Marie-Isabelle Heiß | 0,7 %    | 1       | |
| Luxemburg              | Rolf Tarrach                           | 2,11 %   | –       | |
| Niederlande            | Reinier van Lanschot                   | 1,9 %0   | –       | |
| Schweden               | Michael Holz, Namie Folkesson          | 0,0 %    | –       | Ohne eigene Stimmzettel. In Schweden können Wähler jedoch Namen von Parteien auf Blanco-Zettel schreiben. 146 solcher Stimmen entfielen auf Volt. |
| Spanien                | Bruno Sánchez-Andrade Nuño             | 0,14 %   | –       | |
| Vereinigtes Königreich | Andrea Venzon                          | 0,0 % *  | –       | Ergebnis von Venzon als unabhängiger Kandidat in London                                                                                           |

In Frankreich, Italien, Österreich und Portugal wurde die Partei nicht zur Wahl zugelassen. In Frankreich konnten die dort notwendigen 800.000 Euro für den Druck der Wahlzettel nicht aufgebracht werden. In Italien scheiterte die Partei an den benötigten 150.000 notariell beglaubigten Unterstützer-Unterschriften. Auch in Portugal und Österreich wurden die 7.500 bzw. 2.600 erforderlichen Unterstützerunterschriften nicht erreicht.

### Europawahl 2024
Am 27. November 2023 beschloss Volt Europa bei ihrer Generalversammlung in Paris ihr gemeinsames europäisches Wahlprogramm für die Europawahl 2024. Bei einer Versammlung in Brüssel am 7. April 2024 wählte die Partei Sophie in ’t Veld und Damian Boeselager als ihre europäischen Spitzenkandidaten und wählten eine symbolische transnationale Liste. Im Ergebnis erreichte Volt fünf Mandate, drei in Deutschland mit 2,6 % der Stimmen und zwei Mandate in den Niederlanden mit 4,9 %. Nach der Europawahl verhandelte die Partei mit der grünen und der liberalen Fraktion über ihren Beitritt und ließ ihre Mitglieder über ihre Fraktionszugehörigkeit abstimmen. Am 24. Juni gab die Partei bekannt, dass ihre Mitglieder mit 87 % für einen Beitritt zur Fraktion Grüne/EFA gestimmt haben.

#### Ergebnisse der nationalen Parteien
| Land              | (Spitzen-)Kandidaten                   | Ergebnis in % | Mandate | Anmerkung                                                         |
| ----------------- | -------------------------------------- | ------------- | ------- | ----------------------------------------------------------------- |
| Belgien           | Sophie in ’t Veld                      | 0,54          | –       | nur im niederländischsprachigen Wahlgremium                       |
| Deutschland       | Damian Boeselager, Nela Riehl          | 2,57          | 3       |                                                                   |
| Frankreich        | Rayna Stamboliyska, Sven Franck        | 0,26          | –       | Liste Europe Territoires Écologie mit PRG, R&PS, Sdr, MdP und MDC |
| Griechenland      |                                        | 1,08          | –       | Als Teil einer gemeinsamen Liste mit Kósmos.                      |
| Italien           |                                        | (24,11)       | –       | auf Liste von Partito Democratico                                 |
| Luxemburg         | Aurélie Dap, Philippe Schannes         | 1,04          | –       |                                                                   |
| Malta             | Matthias Iannis Portelli               | 0,11          | –       |                                                                   |
| Niederlande       | Reinier van Lanschot, Anna Strolenberg | 4,90          | 2       |                                                                   |
| Portugal          | Rhia Lopes, Duarte Costa               | 0,24          | –       |                                                                   |
| Schweden          | Michael Holz, Carri Ginter Wikström    | 0,02          | –       |                                                                   |
| Slowakei          | Lucia Kleštincová                      | 0,13          | –       |                                                                   |
| Spanien           | Clara Panella Gómez                    | 0,12          | –       |                                                                   |
| Tschechien        | Adam Hanka, Barbora Hrubá              | 0,34          | –       | Als Teil einer gemeinsamen Liste mit SEN 21                       |
| Zypern            | Andromache Sophocleous, Hulusi Kilim   | 2,92          | –       |                                                                   |
| Europäische Union | Sophie in ’t Veld, Damian Boeselager   | 0,65          | 5       | Summe, nur eigenständige Kandidaturen                             |

## Geschichte
Volt Europa wurde am 29. März 2017 von Andrea Venzon (* 8. Januar 1992, Italien), der Französin Colombe Cahen-Salvador (* 26. März 1994, Frankreich) und Damian Boeselager (* 8. März 1988, Frankfurt am Main) als Reaktion auf aus ihrer Sicht wachsenden Populismus weltweit und den Brexit gegründet und als gemeinnütziger Verein in Belgien unter dem Namen Volt Europa A.I.S.B.L. sowie in Luxemburg unter dem Namen Vox Europe A.S.B.L. eingetragen.
Im März 2018 wurde als erster nationaler Verband die Partei Volt Deutschland ins Leben gerufen. Bald darauf hatte Volt in Italien die meisten Mitglieder. Der erste Kongress der Bewegung fand am 27. Mai 2018 in Paris statt. Am 19. Juni 2018 änderte der Verein seinen Gründungsnamen in Volt Europa A.S.B.L. Dies sollte die „neue Energie“ symbolisieren, die Volt in Europa freisetzen möchte.
Im Juli 2018 hatte die Organisation nach eigenen Angaben etwa 10.000 Mitglieder und Unterstützer in mehr als 30 europäischen Ländern. Die Zahl wuchs bis Juli 2020, und damit innerhalb von zwei Jahren, auf über 25.000 an. 70 % der Mitglieder waren zuvor nicht in Parteien politisch aktiv gewesen. Im Jahr 2021 existieren 16 nationale Parteien sowie insgesamt Teams in 31 Ländern, darunter auch Staaten, die (noch) nicht EU-Mitglied sind.

### Co-Präsidenten
| Jahr      | Name                       | Nationale Partei | Amtszeit |
| --------- | -------------------------- | ---------------- | -------- |
| 2017–2019 | Andrea Venzon              | Volt Italia      | 1.       |
| 2017–2019 | Damian Boeselager          | Volt Deutschland | 1.       |
| 2019–2021 | Valerie Sternberg          | Volt Deutschland | 1.       |
| 2019–2021 | Reinier van Lanschot       | Volt Nederland   | 1.       |
| 2021–2023 | Reinier van Lanschot       | Volt Nederland   | 2.       |
| 2021–2023 | Francesca Romana D’Antuono | Volt Italia      | 1.       |
| 2023–     | Francesca Romana D’Antuono | Volt Italia      | 2.       |
| 2023–     | Mels Klabbers              | Volt Nederland   | 1.       |

## Nationale Parteien

Karte der Länder mit Verbänden von Volt Europa

Auch wenn die Partei sich ausdrücklich als transnationale Partei versteht, muss sie aufgrund des europäischen Wahlsystems in jedem EU-Land mit einer eigenen nationalen Partei, Volt-intern Chapter genannt, antreten.

### Übersicht
| Land                   | Eigenname         | Gründung          | Europawahl             | Nationale Wahl                | Weitere Mandate                     |
| ---------------------- | ----------------- | ----------------- | ---------------------- | ----------------------------- | ----------------------------------- |
| Albanien               | Volt Shqipëria    |                   | kein Mitglied der EU   | –                             | –                                   |
| Belgien                | Volt Belgien      | 28. Juli 2018     | 0,5 %                  | 0,0 %                         | –                                   |
| Bulgarien              | волт българия     | 19. Mai 2018      | 0,2 %                  | – (2024)                      | 3 kommunale Mandate                 |
| Dänemark               | Volt Danmark      | 21. Juli 2018     | –                      | –                             | –                                   |
| Deutschland            | Volt Deutschland  | 3. März 2018      | 2,6 % – 3 Mandate      | 0,7 % (2025)                  | 125 kommunale und regionale Mandate |
| Estland                | Volt Eesti        |                   | –                      | –                             | –                                   |
| Finnland               | Volt Suomi        |                   | –                      | –                             | –                                   |
| Frankreich             | Volt France       | 16. August 2018   | 0,3 % (in Wahlbündnis) | 0,05 %                        | –                                   |
| Griechenland           | Βολτ Ελλάδας      | 4. Oktober 2022   | 1 % (in Wahlbündnis)   | 0,3 % (2023)                  | –                                   |
| Italien                | Volt Italia       | 18. Juli 2018     | –                      | –                             | 11 kommunale Mandate                |
| Irland                 | Volt Ireland      |                   | –                      | –                             | –                                   |
| Kroatien               | Volt Hrvatska     |                   | –                      | –                             | –                                   |
| Lettland               | Volt Latvija      |                   | –                      | –                             | –                                   |
| Litauen                | Volt Lietuva      |                   | –                      | –                             | –                                   |
| Luxemburg              | Volt Luxemburg    | 10. November 2018 | 1 %                    | 0,19 % (2023)                 | –                                   |
| Malta                  | Volt Malta        | 30. April 2021    | 0,1 %                  | 0,13 % (2022)                 | –                                   |
| Niederlande            | Volt Nederland    | 23. Juni 2018     | 4,9 % – 2 Mandate      | 1,7 % – 2 Mandate             | 20 kommunale Mandate                |
| Österreich             | Volt Österreich   | 12. Oktober 2018  | –                      | –                             | –                                   |
| Polen                  | Volt Polska       | Juni 2020         | –                      | –                             | –                                   |
| Portugal               | Volt Portugal     | 25. Juni 2020     | 0,2 %                  | 0,18 % (2024)                 | 1 kommunales Mandat                 |
| Rumänien               | Volt România      | 19. Februar 2021  | –                      | –                             | –                                   |
| Schweden               | Volt Sverige      | 2. Juli 2018      | 0,02 %                 | 0,0 % (2022)                  | 1 kommunales Mandat                 |
| Schweiz                | Volt Schweiz      | 9. Oktober 2019   | kein Mitglied der EU   | –                             | –                                   |
| Slowakei               | Volt Slovensko    | 12. Februar 2024  | 0,1 %                  | –                             | –                                   |
| Slowenien              | Volt Slovenija    |                   | –                      | –                             | –                                   |
| Spanien                | Volt España       | 15. Juni 2018     | 0,1 %                  | –                             | –                                   |
| Tschechien             | Volt Česko        | 29. Juni 2022     | 0,3 (in Wahlbündnis)   | –                             | –                                   |
| Ungarn                 | Volt Magyarország |                   | –                      | –                             | –                                   |
| Ukraine                | Volt Україна      | Juli 2022         | kein Mitglied der EU   | –                             | –                                   |
| Vereinigtes Königreich | Volt UK           | 6. Januar 2020    | 0,0 % (*) (2019)       | –                             | –                                   |
| Zypern                 | Βολτ Κύπρος       | 3. Dezember 2023  | 2,9 %                  | 1 Mandat durch Übertritt 2023 | –                                   |

### Einzelne Sektionen

#### Belgien
Volt Belgien (niederländisch Volt België, französisch Volt Belgique) war die erste nationale Sektion, die sich an Wahlen beteiligte. Sie nahm bei den Kommunalwahlen 2018 in Ixelles und Etterbeek sowie auf einer Liste mit der lokalen Piratenpartei in Antwerpen teil. Bei der Wahl zum Europäischen Parlament 2019 nahm Volt nur am niederländischsprachigen Wahlkollegium teil und erhielt 0,48 % der Stimmen. Bei der Parlamentswahl in Belgien 2019 nahm Volt im Wahlkreis Antwerpen teil und erhielt 1.669 Stimmen, das sind 0,14 % der Stimmen im Wahlkreis und 0,02 % der Stimmen landesweit.

#### Bulgarien
Volt Bulgarien (bulgarisch волт българия) wurde am 19. Mai 2018 gegründet und ist die interne Sektion von Volt Europa in Bulgarien.
Volt Bulgarien erhielt bei der Wahl zum Europäischen Parlament 2019 0,18 % der Stimmen. Bei den Kommunalwahlen 2019 beteiligte sie sich an der Koalition „Gemeinsam für den Wandel“, die 7,12 % in Chaskowo, 6,12 % in Rodopi und 6,39 % in Sopot erhielt. Volt bekam damit in jeder dieser Ortschaften ein Mandat. Bei der Parlamentswahl in Bulgarien April 2021 trat die Partei innerhalb des Parteienbündnisses Aufstehen! Mafia raus! (Изправи се! Мутри вън!) an. Das Parteienbündnis erhielt 4,64 % der Stimmen und erreichte damit 14 Mandate, wobei Volt kein Mandat erreichte. Bei der Parlamentswahl in Bulgarien Juli 2021 trat die Partei wieder innerhalb des Parteienbündnisses Aufstehen! Mafia raus! an. Das Parteienbündnis erhielt 4,95 % der Stimmen und erreichte damit 13 Mandate, wobei Volt kein Mandat erreichte. Bei den folgenden Parlamentswahlen im November 2021 errang die Partei als Teil des Wahlbündnis Wir setzen den Wandel fort (PP) zwei Mandate.

#### Dänemark
Volt Danmark (deutsch Volt Dänemark) wurde im Juli 2018 gegründet, scheiterte jedoch an der Unterschriftenhürde und trat so nicht bei der Europawahl 2019 an. Erstmals trat sie 2021 bei der Kommunalwahl in Frederiksberg an.

#### Deutschland
Mit Volt Deutschland, gegründet im März 2018, ist die Partei in Deutschland vertreten und tritt mit dieser Sektion innerhalb der Bundesrepublik zu Wahlen an.
Bei der Europawahl 2019 in Deutschland entfielen 0,7 % der Stimmen auf Volt Deutschland, wodurch sie als einziger nationaler Ableger einen Abgeordneten ins EU-Parlament schickten, nämlich Damian Boeselager, der sich der Greens/EFA-Fraktion anschloss.
Bei der Europawahl 2024 in Deutschland erreichte Volt 2,6 % der Stimmen, wodurch drei deutsche Abgeordnete ins Parlament gewählt wurden. Sie schlossen mit den niederländischen Parteikollegen sich erneut der Greens/EFA-Fraktion an.
Bei der vorgezogenen Bundestagswahl 2025 holte Volt 0,7 % der Zweitstimmen und verpasste den Einzug ins Parlament deutlich.

#### Estland
Im April 2025 trat der ehemalige estnische Präsident Toomas Hendrik Ilves Volt bei.

#### Finnland
Volt Suomi (deutsch Volt Finnland) begann im August 2023 damit, Unterschriften zu sammeln, um offiziell als Partei registriert zu werden und bei Wahlen antreten zu können.

#### Frankreich
Volt France (deutsch Volt Frankreich) wurde am 16. August 2018 gegründet. Sven Franck und Fabiola Conti sind Parteivorsitzende, Adrien Copros ist Schatzmeister.
An der Europawahl 2019 konnte die Partei mangels finanzieller Mittel nicht teilnehmen, es konnten die notwendigen 800.000 Euro für den Druck der Wahlzettel nicht aufgebracht werden. 2020 nahm Volt Frankreich an den Kommunalwahlen teil. In Lille trat sie in Koalition mit den Grünen an; auf diese entfielen 24,5 % im ersten Wahlgang und 39,4 % im zweiten Wahlgang. In Lyon trat sie in Koalition mit „100% citoyens“ an und erhielt 3,4 % und 1,6 % in zwei Bezirken. In Paris kandidierte Volt im 9. Bezirk von Paris, wo sie im ersten Wahlgang 0,5 % erhielt. Im Juni 2021 nahm die Partei an Regionalwahlen in den Regionen Île-de-France und Hauts-de-France teil und erreichte 0,19 % bzw. 0,5 %, womit sie nicht die zweite Runde erreichte und keine Sitze erhielt. In der Bretagne erreichte die gemeinsame Liste mit Volt in der ersten Runde 15,53 %, in der zweiten Runde 14,75 % und gewann 9 Sitze, wovon jedoch keiner auf Volt entfiel.
Bei der Parlamentswahl 2022 trat die Partei in 17 von 577 Wahlkreisen an, unter anderem den Auslandswahlkreisen. Ihr bestes Ergebnis in den nationalen Wahlkreisen erzielte die Partei im 5. Wahlkreis des Departements Pyrénées-Atlantiques mit 3,25 %. Das beste Gesamtwahlergebnis erzielte Volt im 7. Wahlkreis der Franzosen im Ausland (Mitteleuropa) mit 4,97 %. Die Partei erhielt insgesamt 11.836 Stimmen (0,05 %) und erhielt keine Sitze.
Im Rahmen der Diskussion über die Rentenreform kritisierte die Partei die Art der Durchsetzung der Reform und plädierte für die Fortsetzung der Debatten im Parlament und die Einberufung öffentlicher Debatten, wie es sie bereits zum Klimaschutz gab, um einen öffentlichen Konsens und eine größere Solidarität zwischen den Generationen herzustellen.

#### Griechenland
Volt Griechenland (griechisch Βολτ Ελλάδας) wurde am 3. November 2018 in Athen gegründet und veranstaltete in der Folge erste Veranstaltungen. Im Juli 2022 wählte die Gruppe erstmals offizielle Gremien in Form eines Exekutivsekretariats und eines Ethikausschusses, die damit beauftragt wurden, die Gründung als Partei vorzubereiten. Am 4. Oktober 2022 wurde die Partei offiziell registriert und ist damit die 18. registrierte Partei von Volt Europa. Sie hat das Ziel bei der nächsten nationalen Wahl entweder eigenständig oder in Zusammenarbeit mit anderen Parteien anzutreten. Im Dezember 2022 gründete Volt gemeinsam mit den Parteien Ikologi Prasini, Piratenpartei Griechenland, Prasinoi - Allilegii, Griechische Partei für die Tiere und der ökofeministischen Bewegung Kyklos die neue politische Allianz Prasino+Mov (griechisch ΠΡΑΣΙΝΟ & ΜΩΒ / deutsch grün und lila).
Am 11. und 12. März 2023 hielt die Partei ihren ersten Gründungskongress in Athen ab und wählte Nikolas Fournarakis und Theodora Fabricezi als Co-Präsidenten.

#### Irland
Volt Éire (deutsch Volt Irland) gründete sich im Vorfeld der Europawahl 2019, registrierte sich jedoch zunächst nicht als Partei, hielt aber Treffen in verschiedenen Städten ab. Im Oktober 2021 startete die Gruppe einen Anlauf um sich als Partei zu registrieren. Dazu benötigt Volt zunächst 300 Unterschriften von irischen Staatsbürgern und EU-Bürgern, die in Irland leben. Geplant ist der Abschluss der Registrierung bis 2023, um bei der kommenden Europawahl 2024 und der nächsten nationalen Wahl teilnehmen zu können.

#### Italien
Volt Italia (deutsch Volt Italien) wurde am 18. Juli 2018 gegründet. Andi Shehu und Federica Vinci sind Parteivorsitzende und Giulia Romana Mele ist Schatzmeisterin.
An der Europawahl 2019 konnte die Partei nicht teilnehmen, sie scheiterte an den benötigten 150.000 notariell beglaubigten Unterstützer-Unterschriften. Die Partei nahm an den Kommunalwahlen 2019 in Novi Ligure teil und gewann 1,43 % der Stimmen. Im Januar 2020 nahm die Partei an den Regionalwahlen in der Emilia-Romagna teil und erhielt 0,43 % der Stimmen. Im September 2020 nahm die Partei auch an den Regionalwahlen in der Toskana und in Apulien teil, wo sie 0,32 % bzw. 0,11 % der Stimmen erhielt und damit keine Sitze in den Regionalparlamenten gewann.
Kroatien
Volt Kroatien ist noch keine registrierte Partei in Kroatien. Volt Kroatien organisiert in regelmäßigen Abständen „Meet and Greet“, welches dazu dienen soll, dass die Bevölkerung Volt Kroatien und seine Ideen besser kennenlernen kann.
Volt Kroatien setzt sich insbesondere gegen die Privatisierung der kroatischen Küste ein.
Litauen
Volt Litauen ist noch keine registrierte Partei in Litauen. In naher Zukunft möchte man sich als Verein eintragen, was später zu einer politischen Partei wachsen soll.

#### Luxemburg
Volt Luxemburg wurde im November 2018 gegründet. Bei der Europawahl 2019 erreichte die Partei mit 2,11 % das beste relative Ergebnis von Volt Europa.

#### Malta
Volt Malta wurde 2020 gegründet und im April 2021 als Partei registriert. Sie ist dort die erste Partei in Malta, die sich für die Entkriminalisierung von Abtreibungen einsetzt und eine Pro-Choice Politik anstrebt. Die Kandidatin Kassandra Malila, die für die Partei bei den Parlamentswahlen 2022 teilnahm, ist die erste transsexuelle Frau überhaupt, die bei Parlamentswahlen in Malta teilnimmt. Volt Malta erreichte bei dieser Wahl 0,13 % der Stimmen.

#### Niederlande
Volt Nederland (deutsch Volt Niederlande) wurde am 23. Juni 2018 in Utrecht gegründet. Bei der Europawahl 2019 entfielen 1,9 % der Stimmen auf Volt, die Partei erreichte damit kein Mandat. Bei der Parlamentswahl in den Niederlanden 2021 erhielt die Partei europaweit erstmals Mandate in einem nationalen Parlament.
Im Juni 2023 wechselte die Europaparlamentarierin Sophie in ’t Veld von den Democraten 66 zu Volt.

#### Österreich
Volt Österreich ist seit Oktober 2018 als Partei registriert. Im April 2019 hatte die Sektion rund 100 aktive Mitglieder. Neben der Bundesorganisation gibt es vereinzelt lokale Gruppen in Wien, Salzburg, Innsbruck, Linz und Graz. Volt Österreich hat seit 2020 Fokusgruppen (Young Volt Österreich, Queer Volt Österreich, Women of Volt Österreich), die sich für die Zielgruppen Jugend, LGBTIQ+ und Frauen einsetzen.
Die zur Kandidatur zur Europawahl 2019 notwendigen 2600 Unterstützungserklärungen konnten nicht gesammelt werden. Somit war Volt in Österreich nicht wählbar. Seither trat die Partei bei einer Reihe von Landtags- und Gemeinderatswahlen an.
Bei der Europawahl 2024 wollte die Partei zusammen mit Nini Tsiklauri und Alexander Harrer als Spitzenduo antreten. Die benötigte Zahl Unterstützerunterschriften wurde deutlich unterschritten. Durch die Verknüpfung einer Verlosung von Taylor Swift Konzerttickets mit der Abgabe der Unterstützerunterschrift ist darüber hinaus ein Strafverfahren möglich. Die Partei trat bei der Bezirksvertretungswahl in Wien 2025 in Neubau an.

#### Portugal
Volt Portugal wurde im Juni 2020 nach mehreren Verzögerungen als 25. Partei Portugals offiziell zugelassen. Damit ist Volt Portugal der 14. als nationale Partei registrierte Ableger von Volt Europa.
An der Europawahl 2019 konnte Volt Portugal nicht teilnehmen, sie scheiterte an den erforderlichen 7.500 Unterstützer-Unterschriften für die rechtzeitige Parteiregistrierung.
Die erste Wahlteilnahme hatte die Partei bei den Kommunalwahlen im September 2021. Volt trat in Lissabon (0,58 %), Porto (0,42 %), Tomar (1,36 %), Coimbra (Koalition 43,92 %) und Oeiras (Koalition 7,57 %) an und erhielt dabei ein Mandat in Coimbra. Der unabhängige Europaabgeordnete Francisco Guerreiro unterstützte die Partei bei den Kommunalwahlen und gab bekannt nach Ablauf seines Mandats der Partei beizutreten.
Bei den Parlamentswahlen im Januar 2022 trat Volt Portugal erstmals bei einer nationalen Wahl an und war dabei in 18 von 20 Distrikten wählbar. Landesweit erreichte Volt Portugal dabei 0,11 % der Stimmen.
Volt Portugal trat in 19 von 20 Distrikten wie auch den beiden Auslandswahlkreisen zu den vorgezogenen Parlamentswahlen in Portugal 2024 an. Insgesamt holte Volt Portugal 11.858 Stimmen, was 0,18 % Wähleranteil bedeutet. Für ein Mandat im Parlament reichte das Resultat nicht.
Bei den Europawahlen 2024 trat Volt Portugal mit den beiden Spitzenkandidaten Rhia Lopes und Duarte Costa an.

#### Rumänien
Volt România (deutsch Volt Rumänien) ist die eingetragene politische Partei von Volt in Rumänien. Im Januar 2020 stellte die Gruppe offiziell Antrag auf Eintragung in das Register der politischen Parteien ein, der jedoch in erster Instanz mit Verweis auf die Verfassungsmäßigkeit des transnationalen und progressiven Charakters der Bewegung, abgelehnt wurde. Sie wurde im Februar 2021 als 15. eingetragene nationale Partei von Volt Europa registriert und in zweiter Instanz zugelassen. Die Gruppe ist seit 2017 im Land aktiv, beteiligt sich an Initiativen gegen Angriffe auf die Rechtsstaatlichkeit und mobilisiert zur Teilnahme an den Wahlen.
Bei der Kommunalwahl am 9. Juni 2024 trat die Partei in den Gemeinden Girocul (2,09 %), Mihail Kogălniceanu (29,11 %), Florești-Stoenești (19,84 %) und Iepurești an. Es ist die erste Wahlteilnahme in Rumänien von Volt.

#### Schweden
Volt Sverige (deutsch Volt Schweden) ist Volts registrierte politische Partei in Schweden. Die Partei trat zwar bei den Wahlen zum Europäischen Parlament 2019 an, allerdings ohne eigene Stimmzettel und im Vertrauen darauf, dass die Wähler den Namen der Partei auf leere Stimmzettel schreiben. Volt erhielt 146 solcher Stimmen.
Anfang November 2021 verkündete der Verband der Liberalerna (Die Liberalen) in Ljusnarsberg sich zunächst in einen Verein umzuwandeln und bei den Kommunalwahlen für Volt antreten zu wollen. Der lokale Mandatsträger trat Volt bei, womit die Partei dort ihr erstes und bisher einziges Mandat hält. Die Partei nahm an der Wahl zum schwedischen Reichstag 2022 teil und erhielt 89 Stimmen.

#### Schweiz
Volt Schweiz wurde am 9. Oktober 2019 gegründet. Es gibt Teams für die Triregio Basel, Bern, Genf, St. Gallen und Zürich. Außerdem finden regelmäßig Themenabende ('AperoVolts') statt. Im Februar 2020 beteiligte sich Volt am Einheitskomitee für die Personenfreizügigkeit. Es soll Anliegen von Ausländern und Schweizern mit Migrationshintergrund Rechnung tragen, eine höhere Teilnahme am öffentlichen Leben der Schweiz zu erreichen und richtete sich zudem gegen die Volksinitiative «Für eine massvolle Zuwanderung (Begrenzungsinitiative)».
Bei den Gemeinderatswahlen in Zürich im Februar 2022 trat Volt erstmals bei einer Wahl in der Schweiz an und hat Kandidaten in 3 von 9 Wahlkreisen aufgestellt. In Wahlkreis 7+8 erreichte die Partei 0,24 %, in Wahlkreis 10 0,34 %, womit sie kein Mandat erhielt.
Die Partei ist Teil der Schweizer Europa-Initiative von Operation Libero, die das Ziel hat, Druck auf das Parlament und den Bundesrat aufzubauen, damit Verhandlungen mit der EU über institutionelle Fragen und Kooperationen aufgenommen werden.

#### Slowakei
Vorsitzende von Volt Slovensko (deutsch Volt Slowakei) sind Lucia Kleštincová und Rick Zedník, die Volt Slowakei im Mai 2023 gründeten. Um als Partei zugelassen zu werden, muss die Gruppe für die Parteiregistrierung 10.000 Unterstützungsunterschriften sammeln. Im Dezember 2023 gab Volt bekannt, die notwendigen Unterschriften beisammen zu haben. Der Gründungsparteitag, bei dem auch die Kandidaten für die Europawahl gewählt wurden, fand am 3. Februar 2024 statt.
Im November 2023 wählten die Mitglieder Kleštincová als Spitzenkandidatin für die Europawahl. Die Partei will sich für mehr grenzüberschreitende Zusammenarbeit mit den Nachbarstaaten der Slowakei einsetzen und spricht sich dafür aus, die EU nicht als Megamacht zu betrachten, die der lokalen Ebene die Macht zu entziehen droht, sondern Verantwortung zu übernehmen und sich aktiv international zu engagieren.

#### Slowenien
Volt Slovenija (deutsch Volt Slowenien) ist aktuell dabei, die 200 benötigten Unterschriften für die Registrierung als politische Partei zu sammeln. So wäre eine Teilnahme an den Parlamentswahlen in Slowenien im Jahr 2026 möglich. Aktuell ist Volt Slowenien ein eingetragener Verein.

#### Spanien
Volt España (deutsch Volt Spanien) wurde am 15. Juni 2018 als dritte nationale Sektion offiziell als Partei registriert. Im Mai trat die Partei bei den Kommunalwahlen in Madrid erstmals seit der Europawahl an, erreichte jedoch kein Mandat. Während den Wahlen warnte ein Vertreter der rechtspopulistischen Vox vor Verwechslungen mit der eigenen Partei, da die Platzierung der Stimmzettel nebeneinander ihm zufolge Verwirrung stiften sollte. Das Durchschnittsalter von Volt liegt in Spanien unter 35, Vorsitzende sind Rachele Arciulo und Cristian Castrillón.

#### Tschechien
Volt Česko (deutsch Volt Tschechien) wurde 2019 gegründet und agierte vom 11. April 2021 bis zum 28. Juni 2022 in der Tschechischen Republik als eingetragener Verein Volt Česká Republika mit Karolina Machová und Adam Hanka als Vorsitzende des Vereins und Jan Klátil als Schatzmeister. Am 29. Juni 2022 wurde Volt Česko als Partei registriert und zugelassen.
Bei der Kommunalwahl 2022 in Prag trat die Partei erstmals bei einer Wahl an. Volt erhielt 4.816 Stimmen (0,14 %) und erhielt damit kein Mandat.
Im Oktober 2023 kündigten Volt und SEN 21 an, mit einer gemeinsamen Liste zu den Europawahlen anzutreten. Im November wählte die Partei Adam Hanka und Barbora Hrubá als Volt-Spitzenkandidaten für die Europawahl.

#### Ukraine
Volt Ukraine (ukrainisch Volt Україна) wurde im Juli 2022 gegründet. Gründer und Vorsitzender ist der Kriegsveteran und Leiter der gemeinnützigen Organisation Land of Freedom Mykhaylo Pobigay. Neben dem Einsatz für eine starke und geeinte EU, zu der in Zukunft auch die Ukraine gehören soll, setzt sich Volt für mehr militärische Unterstützung ein und dafür, die Menschen näher an die EU heranzuführen. Mit Hilfe von Volt-Mitgliedern werden Flüchtlinge unterstützt und Unterkünfte im übrigen Europa vermittelt.

#### Vereinigtes Königreich
Volt UK ist Volts registrierte politische Partei im Vereinigten Königreich. Die Partei wurde am 6. Januar 2020 bei der Wahlkommission registriert und sie setzt sich für einen Wiedereintritt des Vereinigten Königreichs in die Europäische Union ein. Philipp Gnatzy ist Parteiführer und Derhen Coulomb ist Schatzmeister.
Im Jahr 2021 schloss die schottische Sektion von Volt UK, Volt Scotland, ein Wahlbündnis mit Renew Scotland, in dem Kandidaten von Volt Scotland auf die Liste von Renew für die Parlamentswahl in Schottland 2021 gesetzt wurden. Für die Wahlen zum schottischen Parlament forderte Volt zusammen mit Renew ein Multiple-Choice-Referendum zum Thema schottische Unabhängigkeit. Volt Scotland trat nur in fünf Regional-Wahlkreisen an und erreichte kein Listenmandat.

#### Zypern
In Zypern arbeitet Volt mit der Bewegung Neue Welle – Das andere Zypern zusammen. Die zypriotische Bewegung und Volt haben im November 2021 eine Absichtserklärung für einen Zusammenschluss unterzeichnet. Infolgedessen wurde Neo Kyma in „Neo Kyma || Volt Cyprus – The Other Cyprus“ umbenannt. Mit einer Fusion der Bewegung mit der politischen Bewegung Famagusta for Cyprus gründeten die beiden am 26. Oktober die politische Partei Volt Zypern. Im November 2023 schloss sich die Abgeordnete Alexandra Attalides Volt an. Am 3. Dezember 2023 verabschiedete die Partei auf ihrem Gründungsparteitag ihre Satzung.

## Podcast
Volt Europa betrieb von 2020 bis 2021 einen Podcast mit dem Namen „Calling Europe“. Darin kamen Mitglieder von Volt zu Wort und sprachen über ihre Ideen und Aktivitäten bei und mit Volt.

## Spenden
Volt hat sich in ihren Statuten dazu verpflichtet, alle Spender, deren Zuwendungen 3.000 Euro im Kalenderjahr übersteigen, mit Namen und Gesamthöhe der Spende innerhalb von 15 Werktagen auf ihrer Website zu veröffentlichen. Als größten Spender listet Volt Europa die Dreamery Foundation, mit zwei Spenden im Jahr 2023 über insgesamt 750.000 Euro (Stand 22. Februar 2024).